# Claude Verdan
Pour les articles homonymes, voir Verdan.
Claude Verdan, né à Yverdon-les-Bains le 21 septembre 1909 et mort à Cully le 7 août 2006, est un enseignant, médecin et chirurgien vaudois.

## Biographie
Claude Verdan passe son baccalauréat scientifique à Lausanne en 1927, suivi en 1928 d'une maturité grec-latin à Genève. Diplômé de médecine en 1933, Claude Verdan obtient son doctorat en 1935. Spécialiste FMH en chirurgie (1946), il devient spécialiste en chirurgie plastique et reconstructive en 1976.
Claude Verdan préside la Clinique chirurgicale et Permanence de Longeraie S.A. dès 1946. Privat-docent (1951-1957), chargé de cours (1957-1961), puis professeur de policlinique chirurgicale à l'Université de Lausanne (dès 1961), Claude Verdan est doyen de la Faculté de médecine de 1972 à 1974. Invité d’universités étrangères dans plusieurs pays comme la Suède, les États-Unis, le Canada ou le Mexique, il a à son actif plus de 300 publications et conférences sur la chirurgie de la main et ses diverses pathologies. Doyen de la Faculté de médecine de Lausanne de 1972 à 1974, Claude Verdan est membre d’honneur ou correspondant de nombreuses sociétés nationales et internationales.
En 1981, il crée la Fondation qui porte son nom, en faveur de l’installation d’un « Musée de la main de l’homme » qui se trouve à Lausanne, près du Centre hospitalier universitaire vaudois (CHUV). Passionné d'art, Claude Verdan pratique la sculpture ; ses collections d'œuvres d'art ainsi que sa vaste documentation bibliographique et iconographique alimentent les expositions de sa Fondation.

## Prix et distinctions
- Pioneer in Hand Surgery - Tokyo
- Professeur honorifique à l'Université de Lausanne
- Chevalier, puis officier de la Légion d'honneur

## Sources
- « Claude Verdan », sur la base de données des personnalités vaudoises sur la plateforme « Patrinum » de la Bibliothèque cantonale et universitaire de Lausanne.
- Claude Verdan, Mémoires d'un chirurgien
- Dictionnaire des professeurs de l'Université de Lausanne, p. 1276-1278
- 24 Heures, 2006/08/10, p. 21
- Université de Lausanne - Unimedia
- http://www.swisshandsurgery.ch/UserData/Document_de_00026_00.pdf
- Claude Édouard Verdan, humaniste d'exception et pionnier de la chirurgie de la main - EM|consulte
- https://davel.vd.ch/qfpdavel/0/D2602.pdf